# Canton de Ferrières-en-Gâtinais
Pour les articles homonymes, voir Ferrières et Gâtinais (homonymie).
Le canton de Ferrières-en-Gâtinais est une ancienne division administrative française du département du Loiret en région Centre Val de Loire.
Les redécoupages des arrondissements intervenus en 1926 et 1942 n'ont pas affecté le canton de Ferrières-en-Gâtinais, rattaché depuis 1800 (an VIII) à l'arrondissement de Montargis.
Le canton de Ferrières-en-Gâtinais était nommé, avant le 4 février 2001, canton de Ferrières, la commune chef-lieu ayant été renommée par décret du 1er février précédent.
Le canton est supprimé à la suite du redécoupage de 2015.

## Composition
Le canton de Ferrières-en-Gâtinais, d'une superficie de 274 km², est composé de dix-sept communes.
| Nom                   | Code Insee | Intercommunalité      | Superficie (km2) | Population (dernière pop. légale) | Densité (hab./km2) |
| --------------------- | ---------- | --------------------- | ---------------- | --------------------------------- | ------------------ |
| Le Bignon-Mirabeau    | 45032      | CC des Quatre Vallées | 12,83            | 325 (2014)                        | 25                 |
| Chevannes             | 45091      | CC des Quatre Vallées | 11,99            | 320 (2014)                        | 27                 |
| Chevry-sous-le-Bignon | 45094      | CC des Quatre Vallées | 7,40             | 227 (2014)                        | 31                 |
| Corbeilles            | 45103      | CC des Quatre Vallées | 32,62            | 1 509 (2014)                      | 46                 |
| Courtempierre         | 45114      | CC des Quatre Vallées | 13,30            | 236 (2014)                        | 18                 |
| Dordives              | 45127      | CC des Quatre Vallées | 15,18            | 3 270 (2014)                      | 215                |
| Ferrières-en-Gâtinais | 45145      | CC des Quatre Vallées | 27,32            | 3 618 (2014)                      | 132                |
| Fontenay-sur-Loing    | 45148      | CC des Quatre Vallées | 9,73             | 1 743 (2014)                      | 179                |
| Girolles              | 45156      | CC des Quatre Vallées | 13,90            | 650 (2014)                        | 47                 |
| Gondreville           | 45158      | CC des Quatre Vallées | 8,07             | 348 (2014)                        | 43                 |
| Griselles             | 45161      | CC des Quatre Vallées | 30,32            | 806 (2014)                        | 27                 |
| Mignères              | 45206      | CC des Quatre Vallées | 5,12             | 311 (2014)                        | 61                 |
| Mignerette            | 45207      | CC des Quatre Vallées | 6,21             | 384 (2014)                        | 62                 |
| Nargis                | 45222      | CC des Quatre Vallées | 22,27            | 1 461 (2014)                      | 66                 |
| Préfontaines          | 45255      | CC des Quatre Vallées | 11,75            | 454 (2014)                        | 39                 |
| Sceaux-du-Gâtinais    | 45303      | CC des Quatre Vallées | 31,72            | 646 (2014)                        | 20                 |
| Treilles-en-Gâtinais  | 45328      | CC des Quatre Vallées | 13,97            | 280 (2014)                        | 20                 |

## Représentation

### Liste des conseillers généraux (1833 à 2015)
| Période                                  | Période      | Identité                       | Étiquette                  | Qualité |
| ---------------------------------------- | ------------ | ------------------------------ | -------------------------- | --- |
| 1833                                     | 1842         | Jean Baptiste Auguste Patrault |                            | Propriétaire, chef de bataillon de la Garde nationale, Mignerette                                           |
| 1842                                     | 1852         | Jean Thomas Lemesle            |                            | Juge de paix et propriétaire à Nargis                                                                       |
| 1852                                     | 1869 (décès) | Ernest comte de Brosses        |                            | Magistrat et propriétaire du château de Bois-le-Roy Maire de Griselles                                      |
| 1869                                     | 1877         | Ernest Cosson                  | Droite                     | Médecin |
| 1877                                     | 1901 (décès) | Guillaume Lacroix              | Républicain puis Rad.      | Entrepreneur de travaux publics Député du Loiret (1888-1898) Maire de Cepoy                                 |
| 1901                                     | 1907         | Gabriel Dangeau                | Républicain                | Médecin Maire de Griselles                                                                                  |
| 1907                                     | 1913         | Gabriel Delaunay               | Rad.                       | Médecin, maire de Corbeilles (1901-1912)                                                                    |
| 1913                                     | 1925         | André Bourdet                  | Rad.                       | Ingénieur des Arts et Manufactures puis industriel Maire de Fontenay-sur-Loing                              |
| 1925                                     | 1940         | Victor Farnault                | Rad.                       | Agent d'affaires et d'assurances à Souppes-sur-Loing Maire de Mignères                                      |
| 1940                                     | 1945         | Seconde Guerre mondiale        |                            | |
| 1943                                     | 1945         | André Huguet (1882-1951)       |                            | Cultivateur Conseiller d'arrondissement, maire de Sceaux-du-Gâtinais Nommé conseiller départemental en 1943 |
|                                          |              |                                |                            | |
| 1945                                     | 1951         | Amédée Redon                   | UDSR                       | Mécanicien garagiste, conseiller municipal de Ferrières-en-Gâtinais                                         |
| 1951                                     | 1957 (décès) | Henri Robert                   | UDSR                       | Maire de Fontenay-sur-Loing                                                                                 |
| 1957                                     | 1970         | Jean Lheure (1901-1977)        | DVD                        | Maire de Corbeilles-en-Gâtinais                                                                             |
| 1970                                     | 2008         | René Alaux                     | Centriste puis PS puis DVG | Instituteur Maire de Fontenay-sur-Loing (1957-2008)                                                         |
| 2008                                     | 2015         | Frédéric Néraud                | DVD                        | Administrateur civil hors classe Maire de Dordives (1995-2010) Elu en 2015 dans le Canton de Courtenay      |
| Les données manquantes sont à compléter. |              |                                |                            | |

### Conseillers d'arrondissement (de 1833 à 1940)
| Période                                  | Période          | Identité                             | Étiquette   | Qualité |
| ---------------------------------------- | ---------------- | ------------------------------------ | ----------- | --- |
| 1833                                     | 1836             | Désiré Fosse                         |             | Adjoint au maire de Ferrières                                                                               |
| 1836                                     | 1852             | François Vincent Nivelon (1788-1870) |             | Marchand tanneur, propriétaire , maire de Ferrières                                                         |
|                                          |                  |                                      |             | |
| 1879                                     | 1883 (démission) | Georges Pallain (1847-1923)          | Républicain | Avocat, Directeur du cabinet et du personnel du Ministère des Finances, maire de Gondreville                |
|                                          |                  |                                      |             | |
|                                          | 1940             | André Huguet                         |             | Cultivateur, maire de Sceaux-du-Gâtinais                                                                    |
| 1940                                     |                  |                                      |             | Les conseils d'arrondissement ont été suspendus par la loi du 12 octobre 1940 et n'ont jamais été réactivés |
| Les données manquantes sont à compléter. |                  |                                      |             | |

### Résultats électoraux détaillés
- Élections cantonales de 2001 : René Alaux (Divers gauche) est élu au 1er tour avec 56,79 % des suffrages exprimés, devant Philippe Delory (Divers droite) (17,16 %), Marie-Christine Dirat (FN) (12,68 %) et Odette Dayez (PCF) (7,68 %). Le taux de participation est de 69,81 % (7 053 votants sur 10 103 inscrits)[3].
- Élections cantonales de 2008 : Frédéric Néraud (Divers droite) est élu au 1er tour avec 65,08 % des suffrages exprimés, devant Pierre Guignand (PCF) (18,13 %) et Michelle Picavez (Divers gauche) (16,79 %). Le taux de participation est de 65,98 % (7 488 votants sur 11 349 inscrits)[3].

## Démographie

### Évolution démographique
En 2012, le canton comptait 16 337 habitants.
| 1962  | 1968  | 1975  | 1982   | 1990   | 1999   | 2006   | 2011   | 2012   |
| ----- | ----- | ----- | ------ | ------ | ------ | ------ | ------ | ------ |
| 9 013 | 8 993 | 9 619 | 10 938 | 12 664 | 13 995 | 15 315 | 16 155 | 16 337 |

### Âge de la population
La pyramide des âges, à savoir la répartition par sexe et âge de la population, du canton de Ferrières-en-Gâtinais en 2009 ainsi que, comparativement, celle du département du Loiret la même année sont représentées avec les graphiques ci-dessous.
La population du canton comporte 49,5 % d'hommes et 50,5 % de femmes. Elle présente en 2009 une structure par grands groupes d'âge légèrement plus âgée que celle de la France métropolitaine.
Il existe en effet 92 jeunes de moins de 20 ans pour cent personnes de plus de 60 ans, alors que pour la France l'indice de jeunesse, qui est égal à la division de la part des moins de 20 ans par la part des plus de 60 ans, est de 1,06. L'indice de jeunesse du canton est également inférieur à celui du département (1,1) et à celui de la région (0,95).
| Hommes | Classe d’âge | Femmes |
| ------ | ------------ | ------ |
| 0,6    | 90 ans ou +  | 1,2    |
| 8,9    | 75 à 89 ans  | 11,1   |
| 15,5   | 60 à 74 ans  | 16,9   |
| 21,8   | 45 à 59 ans  | 20,5   |
| 19,2   | 30 à 44 ans  | 19,5   |
| 13,5   | 15 à 29 ans  | 13,0   |
| 20,6   | 0 à 14 ans   | 17,8   |

| Hommes | Classe d’âge | Femmes |
| ------ | ------------ | ------ |
| 0,4    | 90 ans ou +  | 1,1    |
| 6,6    | 75 à 89 ans  | 9,5    |
| 13,4   | 60 à 74 ans  | 13,9   |
| 20,1   | 45 à 59 ans  | 20,0   |
| 20,3   | 30 à 44 ans  | 19,5   |
| 19,3   | 15 à 29 ans  | 17,7   |
| 19,9   | 0 à 14 ans   | 18,2   |

## Statistiques
|    | Labours | Labours | Prés | Prés | Vignes | Vignes | Bois | Bois | Divers | Divers | Total |
| -- | ------- | ------- | ---- | ---- | ------ | ------ | ---- | ---- | ------ | ------ | ----- |
| ha | %       | ha      | %    | ha   | %      | ha     | %    | ha   | %      | ha     |       |
|    |         |         |      |      |        |        |      |      |        |        |       |